# Cole Turner
Cole Turner (* 7. Juli 2001 in Churchville, Maryland) ist ein US-amerikanischer Fußballspieler.

## Karriere
Aus der Academy von Philadelphia Union wechselte er auf Leihbasis im März 2019 zu Bethlehem Steel, dem Farm-Teams des Franchise in die USLC. Ab Sommer des Jahres spielte er dann dort auch fest und rückte zur Saison 2020 auch fest in den Kader des MLS-Teams auf. In seiner Debüt-Saison machte er jedoch nur ein Spiel für die erste Mannschaft und wurde ansonsten bei der Zweitvertretung eingesetzt. Ähnlich war es dann in der Saison 2021, wo er ebenfalls nur auf einen Einsatz kam. Im September 2021 folgte so noch eine Leihe zu El Paso Locomotive in der ULSC, wo er dann auch in den neun Spielen bis Ende November des Jahres immer eingesetzt wurde. Seit der Saison 2022 ist er wieder fest bei Philadelphia Union.